# Тома, Ана
Ана Тома, рум. Ana Toma (9 октября 1912 — январь 1991) — румынский государственный деятель. Заместитель министра иностранных дел Румынии (5 октября 1950 года — 11 июля 1952 года).

## Биография
Ана Гроссман родилась 9 октября 1912 года.
С 1932 года член Коммунистической партии Румынии.
С 5 октября 1950 года по 11 июля 1952 года — заместитель министра иностранных дел, которой была Анна Паукер.
С 11 июля 1952 года по 8 февраля 1966 года — заместитель министра внешней торговли.
С 28 декабря 1955 года по 25 июня 1960 года — кандидат в члены ЦК Румынской коммунистической партии.
С 25 июня 1960 года по 23 июля 1965 года — член ЦК Румынской коммунистической партии.
В мае 1961 года была награждена медалью «40-летие коммунистической партии Румынии».
Эгон Балаш в книге «Will to Freedom: a Perilous Journey Through Fascism and Communism» характеризует Ану Тома как умную, хитрую, жадную, энергичную и властолюбивую женщину.
Трижды была замужем — за Сорином Тома, Георге Пинтилие, Константином Пырвулеску.
Умерла в январе 1991 года.